# Wapń całkowity
Wapń całkowity – w diagnostyce laboratoryjnej gospodarki wapniowej organizmu oznacza całkowitą ilość wapnia jaka znajduje się w surowicy krwi rozdzieloną na poszczególne frakcje:
- zjonizowany – stanowi ok. 50% wapnia całkowitego;
- związany z resztami kwasowymi kwas karboksylowy karboksylanów – ok. 10% wapnia całkowitego;
- związany z białkami, głównie albuminami – ok. 40% wapnia całkowitego;